# Фрагі — розлучений зі щастям (фільм)
Фрагі — розлучений зі щастям — радянський туркменський двосерійний художній фільм 1984 року, режисера Ходжакулі Нарлієва за мотивами роману Клича Кулієва «Махтумкулі».

## Сюжет
Біографічний фільм про Махтумкулі — туркменського поета і мислителя XVIII століття, відомого під псевдонімом Фрагі.

## У ролях
| Актор                | Роль              |
| -------------------- | ----------------- |
| Аннасеїд Аннамурадов | Махтумкулі        |
| Сона Пенаєва         | Менглі            |
| Баба Аннанов         | Довлетмамед Азаді |
| Мая Аймедова         | Акгиз             |
| Артик Джаллиєв       | Гарли-сердар      |
| Ходжадурди Нарлієв   | Чоудур-хан        |
| Нурберди Аллабєрдиєв | Чарияр-сердар     |
| Сабіра Атаєва        | Огулгерек         |
| Ораз Амангельдиєв    | Абдулла           |
| Аман Рахманов        | Мамедсапа         |
| Мулькаман Оразов     | Адна-хан          |
| Гельди Сейдієв       | Бекмурад          |
| Курбан Аннакурбанов  | Ягмур             |
| Антоніна Рустамова   | мати Махтумкулі   |
| Керім Аннанов        | Мяті              |
| Імамберди Суханов    | Табіб             |
| Амангельди Одаєв     | Тархан            |
| Оразберди Арриков    | Курбанклич        |
| Ата Довлетов         | Медет             |
| Ходжаберди Нарлієв   | Нури-Казим        |
| Ата Аловов           | шейх Мухаммед     |
| Берди Якубов         | Гаїп-хан          |
| Чари Мередов         | Нурджан           |

## Знімальна група
- Режисер — Ходжакулі Нарлієв
- Сценаристи — Булат Мансуров, Ходжакулі Нарлієв, Моріс Симашко
- Оператори — Овез Вельмурадов, Усман Сапаров
- Композитор — Реджеп Реджепов
- Художник — Гусейн Гусейнов